# Mike Smith (Footballtrainer)
Mike Smith (* 13. Juni 1959 in Chicago, Illinois), Spitzname: Smitty, ist ein US-amerikanischer American-Football-Trainer. Er war zuletzt der Head Coach der Atlanta Falcons in der National Football League (NFL).

## Spielerlaufbahn
Mike Smith wurde in Chicago geboren, wuchs allerdings in Daytona Beach, Florida, auf, wo er auch die High School besuchte und American Football spielte. Als Footballspieler wurde er in die Staatsauswahl von Florida gewählt. Nach seinem Schulabschluss studierte er von 1977 bis 1981 an der East Tennessee State University und spielte College Football für deren ETSU Buccaneers als Linebacker in der Defense. Nach seinem Studium wechselte Mike Smith nach Kanada und war dort für die Winnipeg Blue Bombers in der Canadian Football League (CFL) aktiv. Er spielte dort lediglich im Jahr 1982 und beendete dann seine Spielerlaufbahn.

## Trainerlaufbahn

### Assistenztrainer
Mike Smith wurde nach seiner Spielerlaufbahn Trainerassistent an der San Diego State University. Er war bei den San Diego State Aztecs für das Training der Linebacker verantwortlich. Im Jahr 1986 trainierte er für ein Jahr die Defensive Line der Morehead State University. Danach wechselte er an die Tennessee Technological University. Er nahm bis zum Jahr 1998 bei den Tennessee Tech Golden Eagles verschiedene Funktionen wahr.
Im Jahr 1999 wechselte Smith schließlich in den Profibereich. Er wurde Assistent von Brian Billick bei den Baltimore Ravens. Mit Billick arbeitete er bereits an der San Diego State University zusammen. Smith betreute die Defensive Line der Ravens. Der Mannschaft gelang es im Jahr 2000 zwölf von 16. Spielen zu gewinnen. Mit einem 16:3-Sieg gegen die Oakland Raiders gelang es den Ravens das AFC Championship Game zu gewinnen. Im anschließenden Super Bowl XXXV konnten danach die New York Giants mit 34:7 besiegt werden.
Smith wechselte im Jahr 2003 zu den Jacksonville Jaguars. Er assistierte dort Jack del Rio, mit dem er bereits in Baltimore bei den Ravens zusammengearbeitet hatte, auf der Position eines Defensive Coordinators.

### Head Coach
Im Jahr 2008 übernahm Smith schließlich das Amt des Head Coaches bei den Atlanta Falcons. Smith gelang es um den Quarterback Matt Ryan, den Runningback Michael Turner und den Wide Receiver Roddy White eine Spitzenmannschaft zu formen. Die Mannschaft aus Georgia hatte im Vorjahr noch elf von 16 Spielen verloren. Smith konnte diesen Trend umkehren und gewann in der Regular Season elf Spiele. Damit konnten die Falcons in die Play-offs einziehen. Die Mannschaft scheiterte allerdings in der Wild-Card-Play-off-Runde mit 30:24 an den Arizona Cardinals. Mike Smith wurde nach der Saison zum NFL Coach of the Year gewählt. Er konnte bis zur Saison 2012 noch dreimal mit dem Team aus Atlanta in die Play-offs einziehen. In den Jahren 2010 und 2011 gelang es ihnen aber nicht in das NFC Championship Game einzuziehen, allerdings wurde er nach der Saison 2010 erneut zum NFL Coach of the Year gewählt.